# Jerónimo Xavierre
Jerónimo Xavierre y Pérez de Caseda, O.P. (Zaragoza, 30 de diciembre de 1546-Valladolid, 8 de septiembre de 1608), religioso español, general de los dominicos y cardenal de la Iglesia Católica. 

## Biografía
Ingresó en los dominicos hacia los 16 años y estudió en Zaragoza; luego sería enviado al Colegio Mayor Universitario de Tortosa, donde se graduó como Maestro en Teología.
En 1584 el Estudio General de Zaragoza (creado en 1476 por Sixto IV) se trasforma en Universidad merced a los desvelos del obispo de Tarazona, Pedro Cerbuna, siendo nombrado Xavierre primer Catedrático de Teología de Prima y rector del Colegio de San Vicente Ferrer de Zaragoza. En 1600 es elegido provincial de su orden en Aragón, y el 12 de junio de 1601 es elegido Maestro General de la Orden de Predicadores. Confesor de Felipe II, el rey Felipe III lo nombra miembro del Consejo de Estado.
Fue figura clave en la creación de la Universidad de Zaragoza. El problema estaba originado en la pretensión de Zaragoza de poseer universidad propia. Esto creó un agravio greuge con la Universidad de Huesca que vería disminuir su importancia. Felipe II tuvo que intervenir en el conflicto; dada su oposición a los fueros de Aragón, el asunto inicialmente se resolvió en la Cortes de Monzón en contra de Zaragoza. La influencia y persistencia de Xavierre sobre el rey y su hijo cambiaron esta decisión.
Intervino en polémica de auxiliis brindando consejo al papa Clemente VIII.
El papa Paulo V le crea cardenal en el consistorio del 10 de diciembre de 1607, pero muere de unas calenturas pestilentes en Valladolid el 2 de septiembre de 1608, antes de recibir el capelo. Su sepulcro se halla en la Iglesia de San Ildefonso de Zaragoza.
| Predecesor: Ippolito Maria Beccaria | Maestro General de la Orden de Predicadores 1601 - 1607 | Sucesor: Agostino Galamini |